# St. Anton (Kempten)

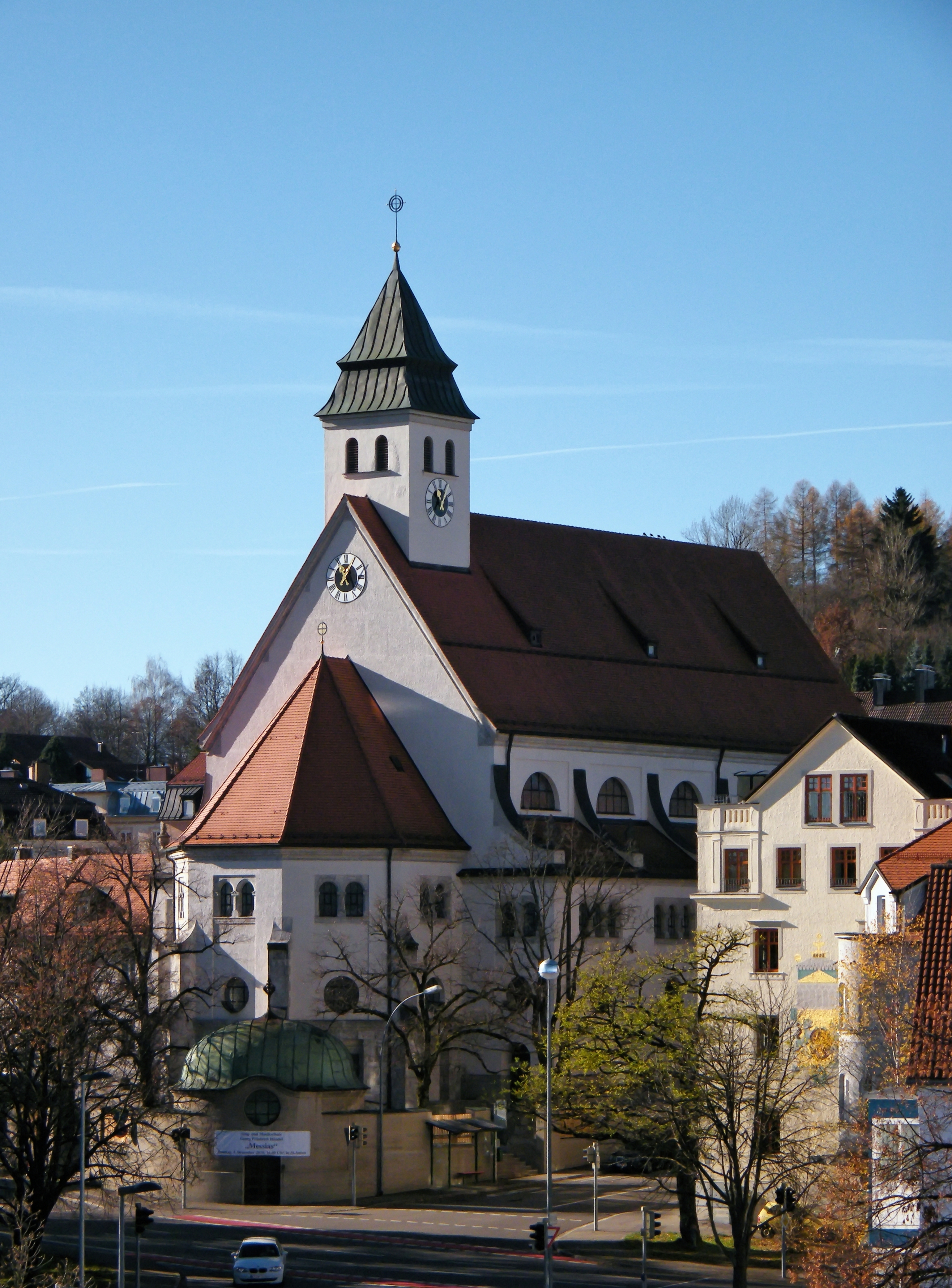
Kirche St. Anton in Kempten

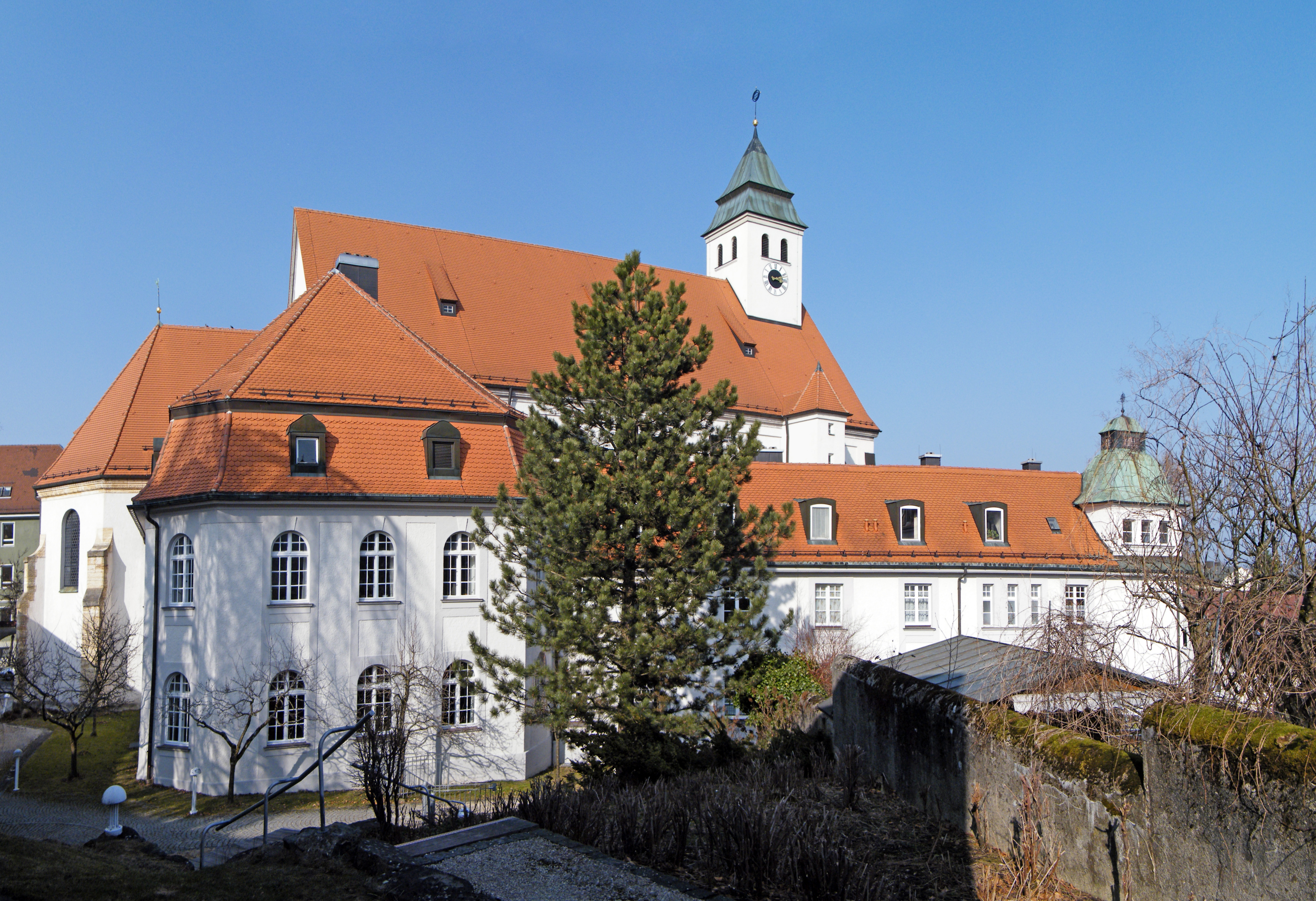
Vorne das Klostergebäude, dahinter Kirche und Glockenturm

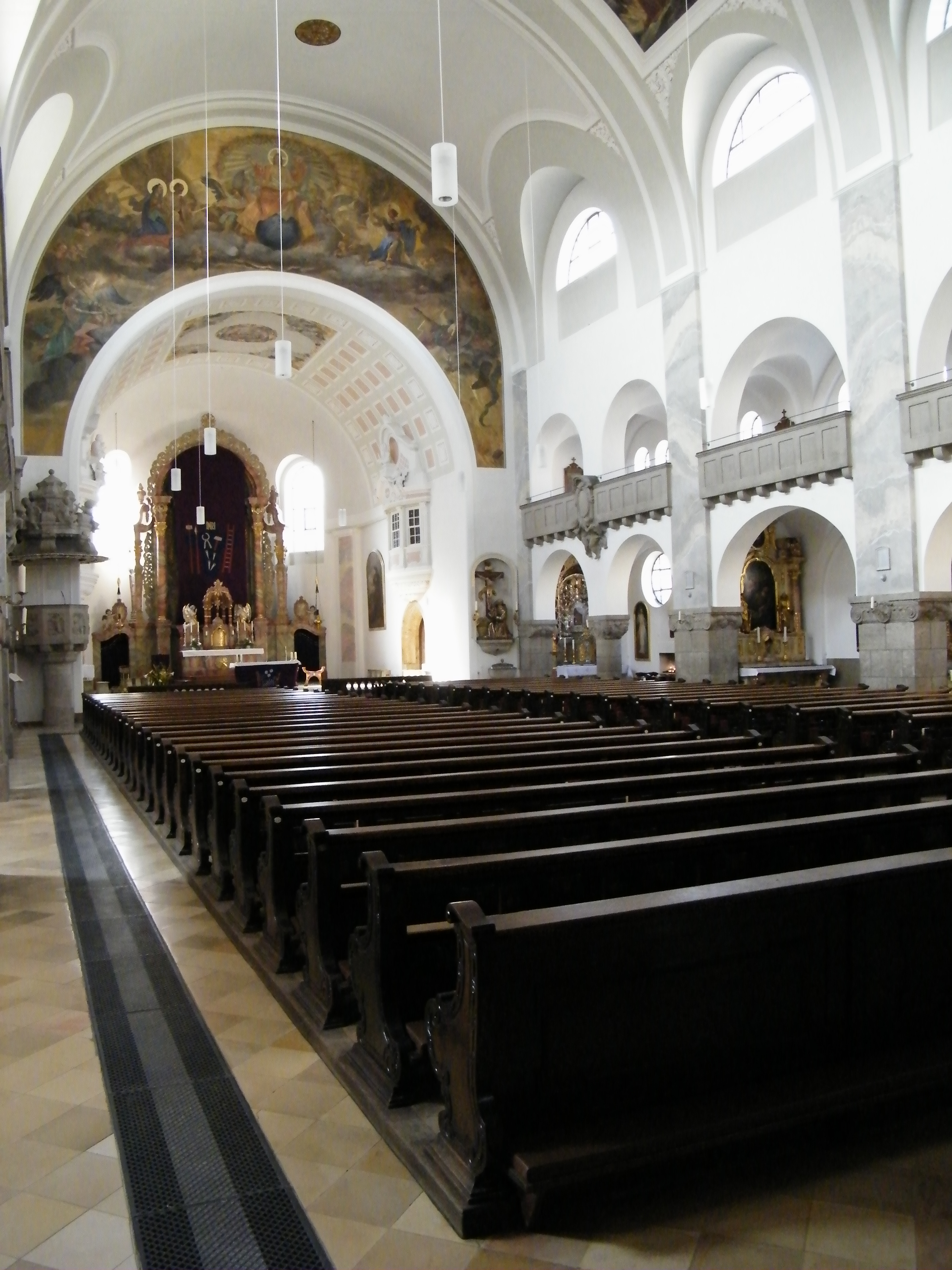
Chor der Kirche

St. Anton ist eine katholische Pfarrkirche der Kapuziner im südlichen Teil der Stadt Kempten. Patron der Kirche ist Antonius von Padua. In einer Wandnische befinden sich die sterblichen Überreste des Bruders Jörg (1696–1762). Diese wurden 160 Jahre nach seinem Tod von Italien über die Alpen nach Kempten gebracht.

## Geschichte
Der erste Schritt zum Bau der Kirche im noch wenig bebauten Süden der Stadt war die Gründung des Kirchenbauvereins Kempten-Süd am 8. Januar 1904. Bereits damals stand fest, dass die Anlage den Kapuzinern gehören und ein Ort für das einfache Volk sein sollte. Im Jahr 1908 wurde mit dem Bau begonnen. Beauftragt waren vor allem Bauunternehmen aus der Region. Zunächst wurde das Kloster fertiggestellt, das die Ordensbrüder am 1. September 1912 bezogen und der erste Abschnitt, das Presbyterium und das Joch des Hauptschiffes geweiht.
Am 3. Mai 1914 wurde die vollendete Kirche durch den Augsburger Bischof Maximilian von Lingg geweiht. Die Inneneinrichtung führte ein Münchner Architekt zum größten Teil erst nach dem Ersten Weltkrieg aus. Die Kirche gehörte der Pfarrei St. Lorenz, hatte jedoch die Aufsicht über Schulen, Gottesdienste und die Krankenseelsorge im Süden der Stadt. Anfang Mai des Jahres 1938 wurde die Kirche eigenständige Pfarrei und war nicht mehr an St. Lorenz gebunden.
Im Zweiten Weltkrieg wurden am 3. August 1944 große Teile des Klosters und die Kirche  durch einen Bombenvolltreffer zerstört.  Der Wiederaufbau dauerte bis in das Jahr 1949. 1951 wurde auch die Bleiverglasung  wiederhergestellt. Im Juni 1952 war mit der Wiedererrichtung des Kirchenschiffs die ganze Anlage wiederhergestellt.
In den Jahren 2000 bis 2003 wurde die Klosterkirche restauriert.

## Architektur und Ausstattung
Die nach Westen ausgerichtete Klosterkirche ist von einer Mauer mit Ecktürmchen umgeben. Das Klostergebäude besitzt einen kleinen barocken Eckturm.
Das Tonnengewölbe mit vier Jochen im größten Raum der Kirche ist 27 Meter lang, 15 Meter breit und 17 Meter hoch.
Der Hochaltar steht auf der Westseite, da die  Straße im Osten einen besseren Zugang verschaffte. Auf dem Hochaltar steht eine 113 Zentimeter hohe Marienstatue aus Lindenholz, eine Nachbildung der Creglinger Madonna aus dem Jahr 1953.
Beim Haupteingang befinden sich vier etwa 3,50 Meter hohe Seitenkapellen.
In der Kirche ist der Kapuziner Georg von Pfronten-Kreuzegg beerdigt. Nach einer Erlaubnis des Papstes Benedikt XV. wurden seine Gebeine am 18. Juni 1922 aus Frascati nach Kempten in eine als Ölberg dienende Gruft gebracht. Im Oktober 1952 wurde der Leichnam nachträglich in einer Wandnische vor dem Muttergottesalter beigesetzt. Die Nische verdeckt eine Marmorplatte mit der Inschrift „Hier ruht in Gott der ehrwürdige Diener Gottes Bruder Georg von Pfronten.“

### Orgel

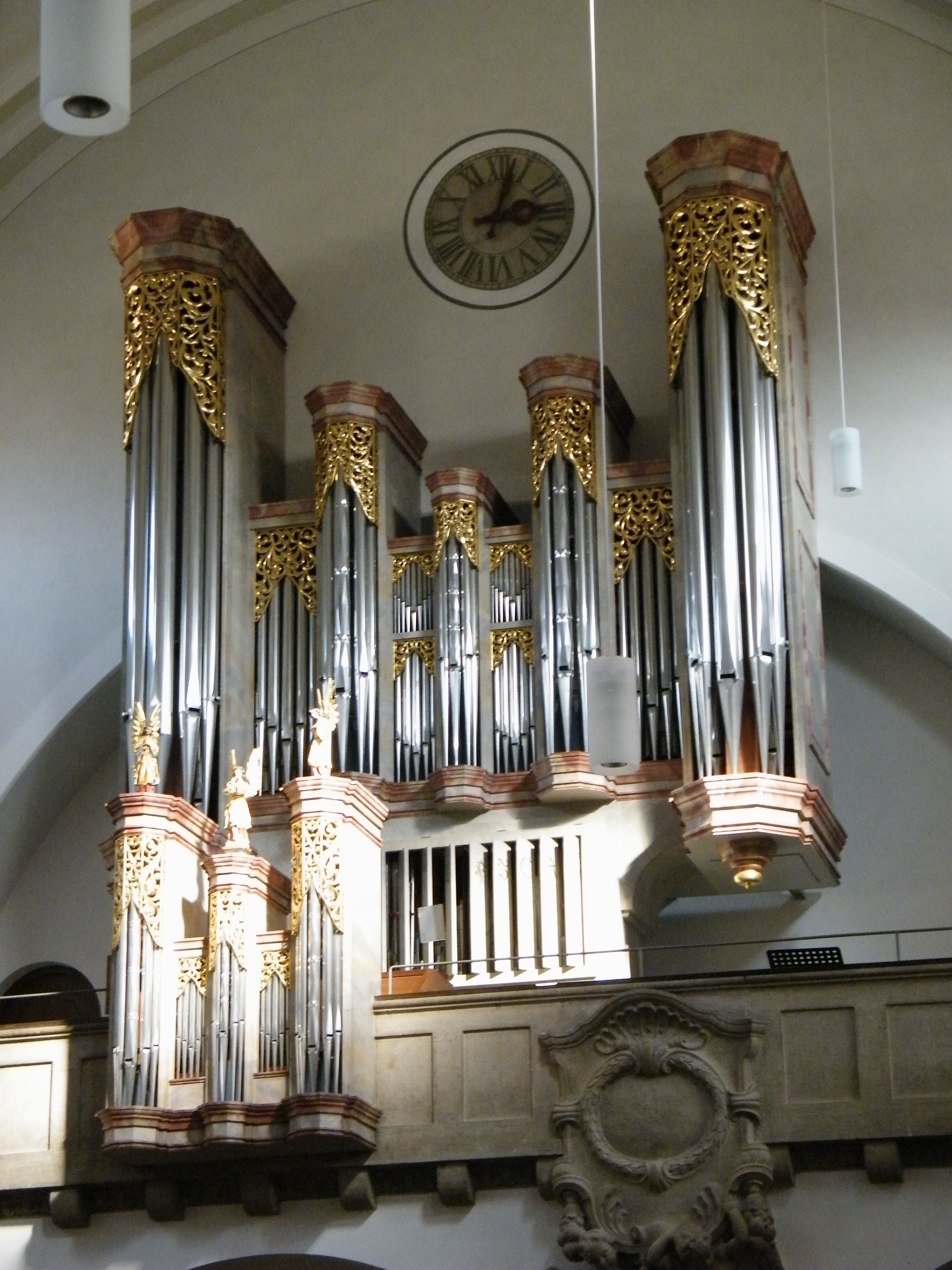
Orgel

Im Jahr 1979 baute die Firma Orgelbau Schmid die Orgel. Sie hat 41 Register auf drei Manualen und Pedal. Am Prospekt des Hauptwerks sind drei polygonale Pfeifentürme zwischen zweigeschossigen Flachfeldern angeordnet. Zwei große Flachfelder bilden die Verbindung zu den großen seitlichen Pedaltürmen. Unterhalb des Hauptwerks befindet sich hinter den Holzjalousien das Schwellwerk und in der Brüstung das Rückpositiv. Die Orgel hat folgende Disposition:
| I Rückpositiv C- |              |      |
| 1.               | Holzgedeckt  | 8′   |
| 2.               | Prästant     | 4′   |
| 3.               | Rohrquintade | 4′   |
| 4.               | Kleinpommer  | 2′   |
| 5.               | Octav        | 1′   |
| 6.               | Cymbel III   | 1⁄2′ |
| 7.               | Krummhorn    | 8′   |
|                  | Tremulant    |      |

| II Hauptwerk C- |               |       |
| 8.              | Gedacktpommer | 16′   |
| 9.              | Principal     | 8′    |
| 10.             | Spitzflöte    | 8′    |
| 11.             | Octav         | 4′    |
| 12.             | Koppelflöte   | 4′    |
| 13.             | Gemsquinte    | 2 ⁄3′ |
| 14.             | Octav         | 2′    |
| 15.             | Mixtur V      | 1 ⁄3′ |
| 16.             | Trompete      | 8′    |

| III Schwellwerk C- |                 |        |
| 17.                | Bordun          | 16′    |
| 18.                | Holzflöte       | 8′     |
| 19.                | Weidenpfeife    | 8′     |
| 20.                | Gamba           | 8′     |
| 21.                | Principal       | 4′     |
| 22.                | Schweizerpfeife | 4′     |
| 23.                | Nasat           | 2 ⁄3′  |
| 24.                | Blockflöte      | 2′     |
| 25.                | Terz            | 1 3⁄5′ |
| 26.                | Septime         | 7⁄8′   |
| 27.                | Plein jeu V     | 2′     |
| 28.                | Dulcian         | 16′    |
| 29.                | Oboe            | 8′     |
| 30.                | Schalmey        | 4′     |

| Pedal C- |              |         |
| 31.      | Principal    | 16′     |
| 32.      | Subbaß       | 16′     |
| 33.      | Großquinte   | 10 2⁄3′ |
| 34.      | Octavbaß     | 8′      |
| 35.      | Gedacktbaß   | 8′      |
| 36.      | Großterz     | 6 2⁄5′  |
| 37.      | Choralbaß    | 4′      |
| 38.      | Rauschbaß IV | 2 ⁄3′   |
| 39.      | Posaune      | 16′     |
| 40.      | Trompete     | 8′      |
| 41.      | Clairon      | 4′      |

Koppeln:  I/II, III/II, I/P, II/P, III/P

### Glocken

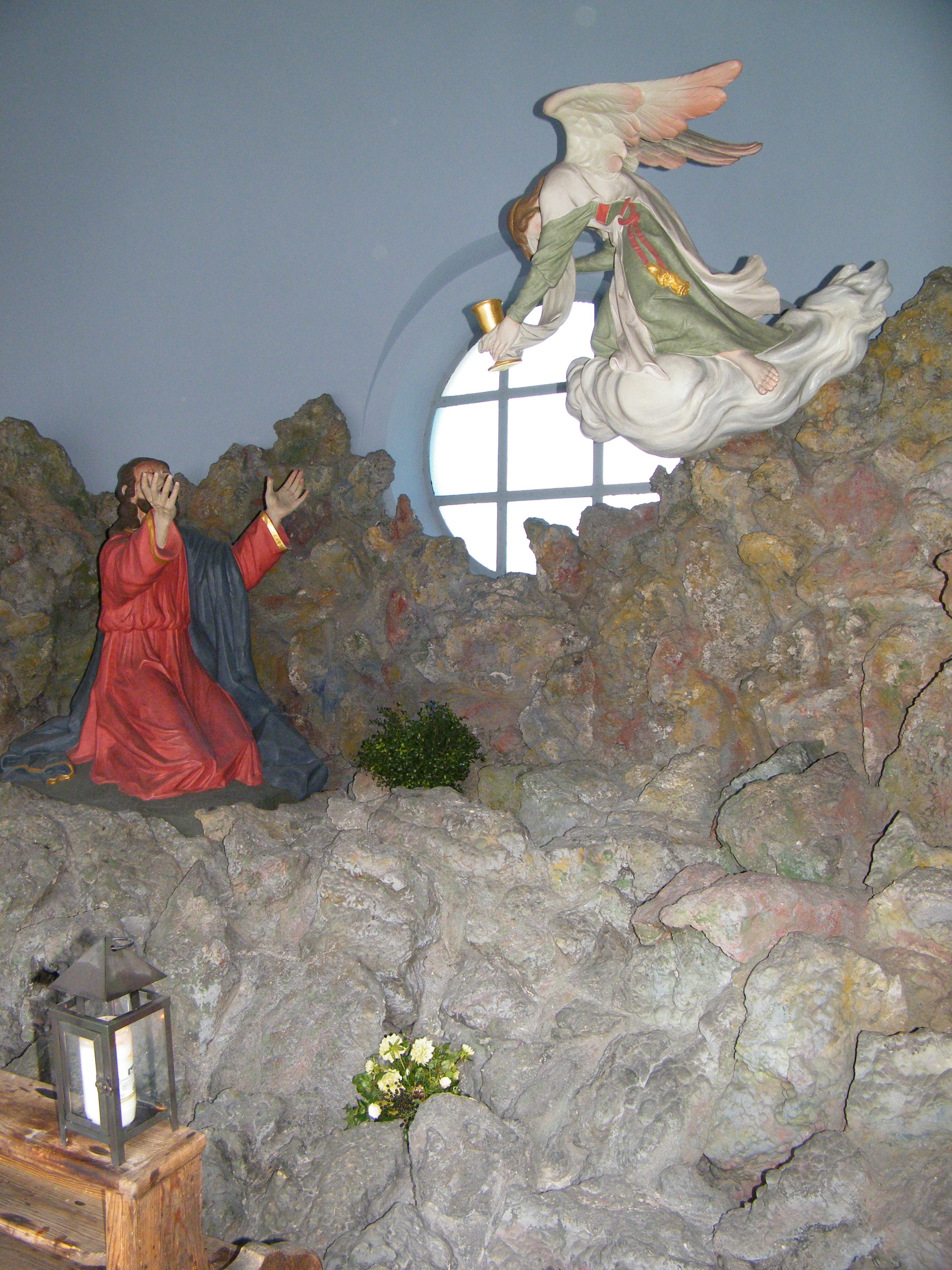
Ölberg vor der Kirche

Die große Glocke der Kirche wurde im Zweiten Weltkrieg zerstört, übrig blieb nur die kleine. Am 21. Juli 1954 schaffte man vier neue Glocken von einer Glockengießerei am Kemptner Ostbahnhof an. Sie wurden in der Haubenschloßanlage geweiht und am 29. September im neuen eisernen Glockenstuhl mit der neuen Turmuhr aufgehängt. Nach der Installation der elektrischen Anlage wurden sie am 29. Oktober 1954 erstmals geläutet. Seit dem 24. Dezember zeigt die neue Turmuhr mit einem Doppelschlag die Viertelstunde und mit einem tiefen Ton die ganze Stunde an.

### Ölberg
Außerhalb der Kirche, vor dem Haupteingang, befindet sich ein überdachter Ölberg. Dieser wurde 1926 anstelle der Kapuzinergruft, in der Bruder Georg bestattet war, angelegt. Die Gruppe zeigt einen knienden, leidenden Christus vor einem Engel, der ihm den Kelch des Trostes reicht.